# Goniodelphys tokiokai
Goniodelphys tokiokai is een eenoogkreeftjessoort uit de familie van de Notodelphyidae. De wetenschappelijke naam van de soort is voor het eerst geldig gepubliceerd in 1973 door Ooishi & Illg.